# Tryonia variegata
Tryonia variegata é uma espécie de gastrópode da família Hydrobiidae.
É endémica dos Estados Unidos da América.